# Bremsen
Bremsen (Tabanidae; auch Bremen oder Viehfliegen) sind eine Familie aus der Unterordnung der Fliegen (Brachycera) in der Ordnung der Zweiflügler (Diptera). Die Männchen der meisten Arten sind Blütenbesucher und ernähren sich von Pollen und Nektar, die Weibchen gehören zu den blutsaugenden (hämatophagen) Insekten und stechen vor allem Säugetiere. Besonders aktiv sind die meisten Arten in Mitteleuropa zwischen April und August an schwülen Tagen. Die Larven entwickeln sich meist in feuchten Lebensräumen im Boden oder im Wasser, daher sind Bremsen besonders häufig im Umland von Gewässern, in Sumpfgebieten und in nassen Wiesen anzutreffen.
Bremsen werden auch als Viehfliegen bezeichnet. Im norddeutschen Raum werden sie oft Blinde Fliegen genannt, in Westdeutschland Blinder Kuckuck, in Süddeutschland und Teilen Österreichs und der Schweiz Breme, Bräme oder Brämer, historisch findet sich Brämse. Dazu gibt es historisch eine sprachliche Vermengung mit den parasitären Dasselfliegen, die sich beispielsweise in der norddeutschen Bezeichnung Dase für eine Bremse äußert, oder umgekehrt in Artbezeichnungen wie Schafbremse, die zu den Dasselfliegen gehört.

## Lebensweise und Ernährung
Bei den meisten der etwa 4000 Arten saugen nur die Weibchen Blut, während die Männchen Blüten besuchen und Nektar saugen. Eine Blutmahlzeit genügt zur Reproduktion.
Bei einigen Arten (Unterfamilie der Pangoniae) ernähren sich die Weibchen ebenfalls pflanzlich. Deren Rüssel ist zum Teil sehr lang, um an Nektar zu gelangen. Einige tropische Arten leben von Aas.
Die Mundwerkzeuge der Bremsen sind zu einem stilettartigen Saugrüssel umgebildet, der aus Labrum, Hypopharynx und den paarigen Mandibeln und Maxillen besteht. Die Stechborsten werden von hinten vom Labium umschlossen. Im Gegensatz zu dem der Stechmücken ist der Stich von Bremsen sofort deutlich spürbar und schmerzhaft. Sie sind meist ausgesprochene sogenannte Pool feeder, die also mit groben Mundwerkzeugen eine offene Wunde in die Haut reißen. Von austretendem Blut, Lymphe und Zellflüssigkeit ernähren sie sich. An der Stichstelle tritt Juckreiz auf. Wie bei Mückenstichen bildet sich dort für einige Stunden eine Quaddel. Bremsen werden speziell vom Schweiß angelockt und können auch durch Kleidung stechen. Wie viele blutsaugende Insekten spritzen sie vor dem Blutsaugen ein gerinnungshemmendes Sekret, das bei der relativ großen Stichwunde ein Weiterbluten nach dem Saugen verursacht. Bremsen können bis zu 0,2 ml Blut saugen.

### Lebenszyklus
Die Ablage von 25 bis 1000 Eiern findet an wassernahen Pflanzen statt. Die Larven durchlaufen meist 6 bis 13 Entwicklungsstadien, leben zum Teil wechselnd räuberisch und von pflanzlichen Resten am/im Wasser und im feuchten Boden/Schlamm, bis sie sich an trockeneren Orten verpuppen. Der Entwicklungszyklus dauert je nach Klimazone mehrere Monate bis mehrere Jahre. In Mitteleuropa bilden z. B. die Tabaniden eine Generation, haben also einen Jahreszyklus. Die erwachsenen Tiere leben 2 bis 4 Wochen.

## Bremsen als Krankheitsüberträger
Bremsen können durch ihren Stich mechanisch die Erreger der Erkrankungen Milzbrand, Weilsche Krankheit, Tularämie und Lyme-Borreliose auf den Menschen übertragen, siehe auch Infektionswege und blutsaugende Insekten.
Die humanpathogene Filarie Loa loa benutzt in Westafrika Vertreter der Bremsenunterfamilie Chrysopinae als Zwischenwirt.
Die Surra der Pferde und Kamele wird auch außerhalb des Tsetsegürtels, ebenso wie die Kreuzlähme der Pferde in Südamerika, von Tabaniden auf mechanischem Wege übertragen.
Weiterhin stehen Bremsen unter dem Verdacht, in Afrika Nagana auf Tiere und die Schlafkrankheit auf den Menschen ebenfalls auf mechanischem Wege zu übertragen.
Pferdebremsen (Tabanus sudeticus) können das zu den Lentiviren gehörende EIA-Virus auf mechanischem Wege übertragen.

## Gattungen und einige mitteleuropäische Arten
Aus Deutschland sind 58 Arten der Bremsen bekannt.
- Atylotus
  - Atylotus agrestis
  - Atylotus fulvus
  - Atylotus rusticus
- Chrysops
  - Chrysops caecutiens Gemeine Blindbremse
  - Chrysops divaricatus
  - Chrysops flavipes
  - Chrysops parallelogrammus
  - Chrysops relictus, Goldaugenbremse
  - Chrysops rufipes
  - Chrysops sepulcralis
  - Chrysops viduatus
- Haematopota
  - Haematopota bigoti
  - Haematopota crassicornis
  - Haematopota italica
  - Haematopota pluvialis, Regenbremse
  - Haematopota scutellata
  - Haematopota subcylindrica
- Heptatoma
  - Heptatoma pellucens
- Hybomitra
  - Hybomitra tarandina
  - Hybomitra tropica
- Pangonius
  - Pangonius micans
- Philipomyia
  - Philipomyia aprica
- Silvius
  - Silvius alpinus
- Tabanus
  - Tabanus autumnalis (Große Sumpfbremse)
  - Tabanus bifarius
  - Tabanus bovinus, Rinderbremse
  - Tabanus bromius, Gemeine Viehbremse
  - Tabanus cordiger
  - Tabanus glaucopis
  - Tabanus maculicornus
  - Tabanus mikii
  - Tabanus quatuornotatus
  - Tabanus spodopterus
  - Tabanus sudeticus, Pferdebremse
  - Tabanus tergestinus
  - Tabanus unifasciatus
- Therioplectes
  - Therioplectes gigas

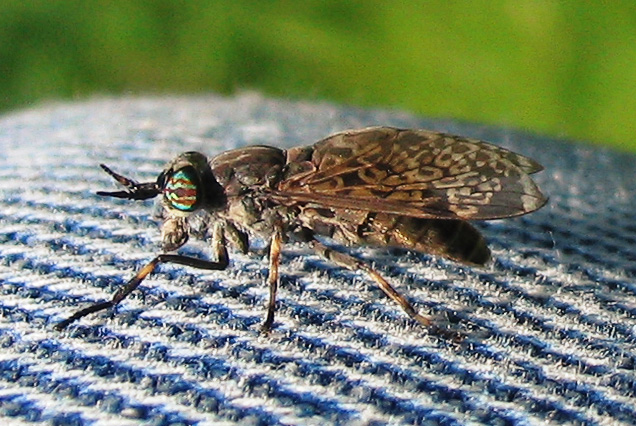
Bremse
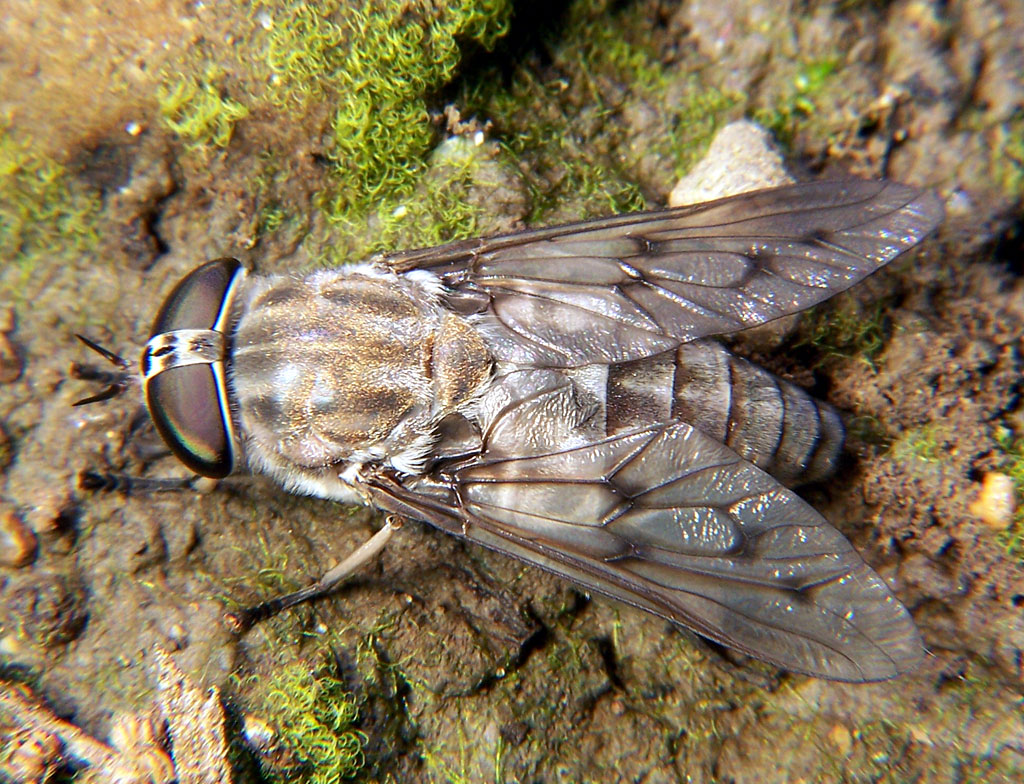
Tabanus sp.
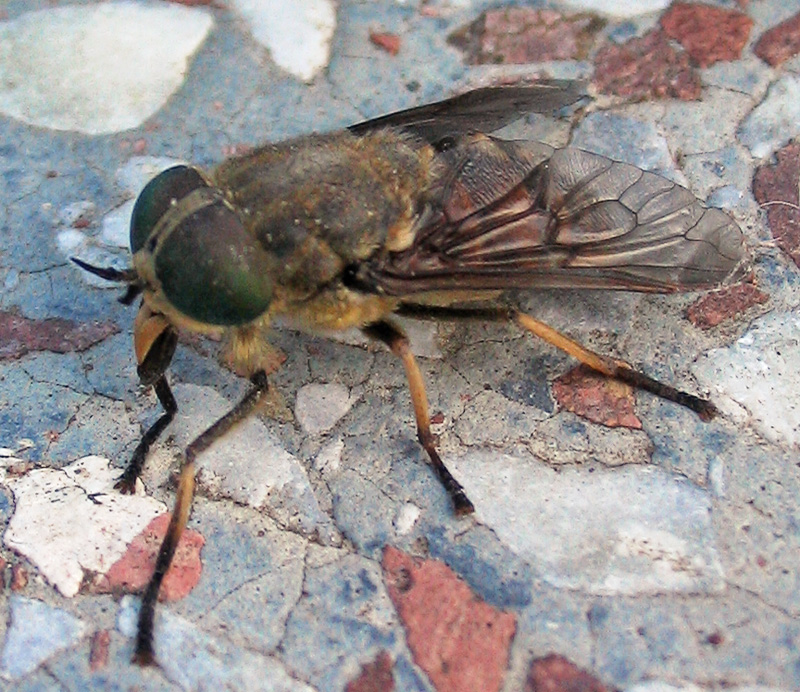
Tabanus bromius
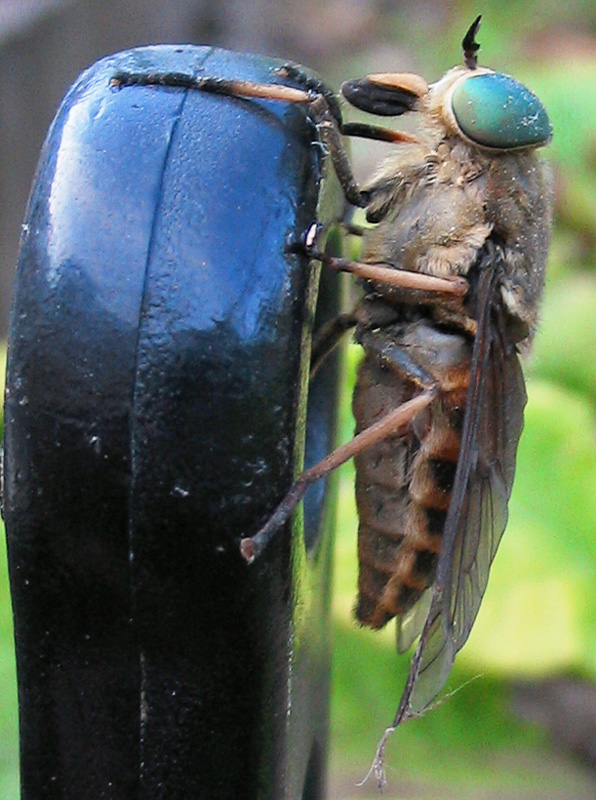
Tabanus bromius
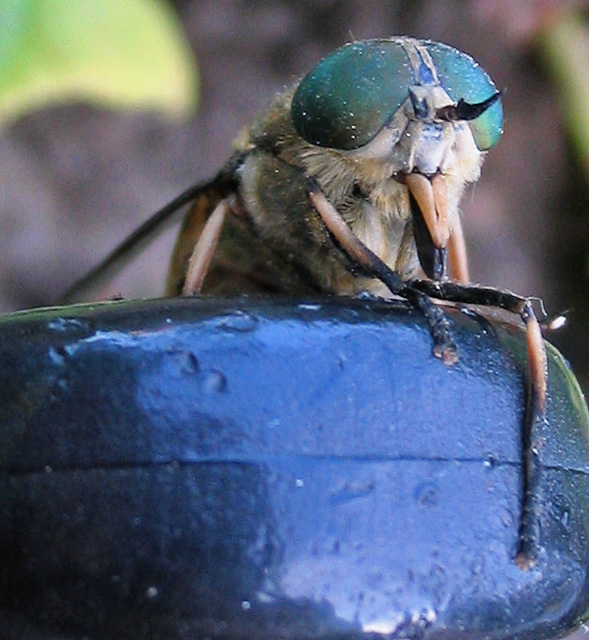
Tabanus bromius mit Stechrüssel

## Fossile Belege
Fossile Belege dieser Familie sind rar. Der älteste gesicherte Nachweis ist eozänen Alters, aus baltischem Bernstein wie auch aus einer geologischen Schicht dieses Alters auf der Isle of Wight. Aus dem zumeist etwas jüngeren dominikanischen Bernstein ist die Gattung Stenotabanus beschrieben. In mesozoischen Ablagerungen gefundene Brachycera, die einst als Angehörige dieser Familie angesehen wurden, sind heute anderen Taxa zugeordnet.